# Unité des Communes valdôtaines Évançon
L'Unité des Communes valdôtaines Évançon, denominata fino al 2014 Comunità montana Evançon (in francese Communauté de montagne Évançon), è un comprensorio montano che unisce dieci comuni della bassa Valle d'Aosta: i quattro comuni della Val d'Ayas, e i comuni situati tra la chiusa di Montjovet, la piana di Arnad e il vallone di Champdepraz.
Prende il nome dal torrente Evançon, che solca la Val d'Ayas e confluisce nel Dora Baltea a Issogne.
Suo scopo principale è quello di favorire lo sviluppo delle valli nella salvaguardia del patrimonio ambientale e culturale proprio.
Negli anni ha sviluppato soprattutto le seguenti attività:
- salvaguardia degli alpeggi
- sviluppo del turismo.

La sede si trova a Verrès, nell'antica cascina detta La Murasse. La precedente sede legale era in piazza René de Challand n.5.
Comprende i comuni di: Arnad, Ayas, Brusson, Challand-Saint-Anselme, Challand-Saint-Victor, Champdepraz, Émarèse, Issogne, Montjovet e Verrès.